# Mormântul numărul 3 de la Anak
Mormântul numărul 3 de la Anak este un mormânt de tip cameră mortuară din perioada regatului Goguryeo, situat în Anak, provincia Hwanghae de Sud, Coreea de Nord. Este cunoscut pentru picturile murale și pentru un epitaf. Face parte din Complexul Mormintelor Koguryo.
A fost descoperită în 1949 multe dintre comorile valoroase fiind furate, dar având picturi murale în stare bună.

## Epitaful și interpretarea
Mormântul Anak No.3 este unul dintre puținele morminte din perioada Goguryeo care au epitafuri, astfel încât să poată fi stabilite datele. Epitaful său cu șapte rânduri conține data 357, numele Dong Shou, titlul său, locul de naștere și vârsta pe care o avea la momentul decesului. În consecință, unii cercetători consideră în general acest sit ca mormântul lui Dong Shou. Inscripția despre Dong Shou relatează că a fost un general din statul Xianbei fostul stat Yan din Liaodong (Liaoningul de azi, China), care a fugit în Goguryeo în 336 și a primit o funcție în cadrul fostului teritoriu al comandamentului Lelang. În timp ce K. H. J. Gardiner și Wonyong Kim consideră că acesta este un mormânt chinezesc de o calitate excelentă, cercetătorii nord-coreeni și alți cercetători sud-coreeni cred că Dong Shou a fost un oficial emigrat. Mai mult, calitatea acestor picturi și dimensiunea mormântului indică faptul că este un mormânt regal al lui Koguryo - o teorie susținută recent de Hwi-joon Ahn și Youngsook Pak. Cercetătorii nord-coreeni susțin că este mausoleul regelui Micheon sau al regelui Gogugwon.
Epitaful reflectă o situație complexă în care au fost puși Dong Shou și Goguryeo. El a pretins diferite titluri, inclusiv „ministru al lui Lelang” și „guvernator al Changli, Xuantu și Daifang”. Nu este clar dacă aceste titluri au fost date de Jin de Est sau dacă și le-a dat singur. Cercetătorii asociază unul dintre titlurile sale, cel de „ministru de Lelang” cu titlul de „duce de Lelang”, care a fost acordat în numele regelui Gogugwon de Murong Jun din fostul stat Yan în 354.
Picturile murale găsite în mormântul numărul 3 de la Anak sunt aproape identice cu cele din Mormântul Yuantaizi găsit în Liaoning.

## Picturi murale

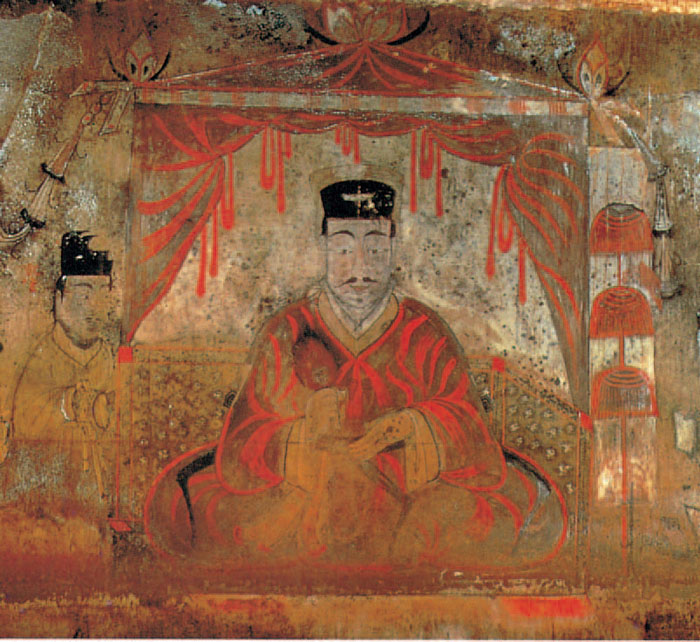
Bărbat (proprietarul mormântului)
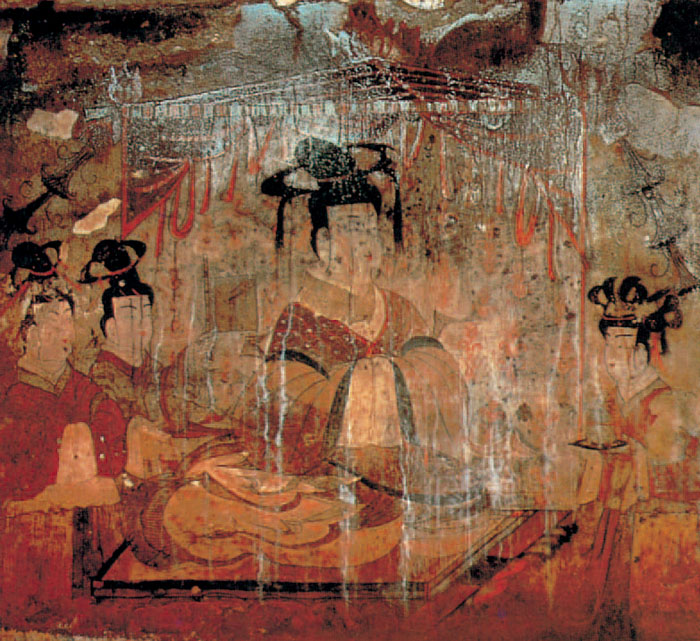
Femeie (soția proprietarului)
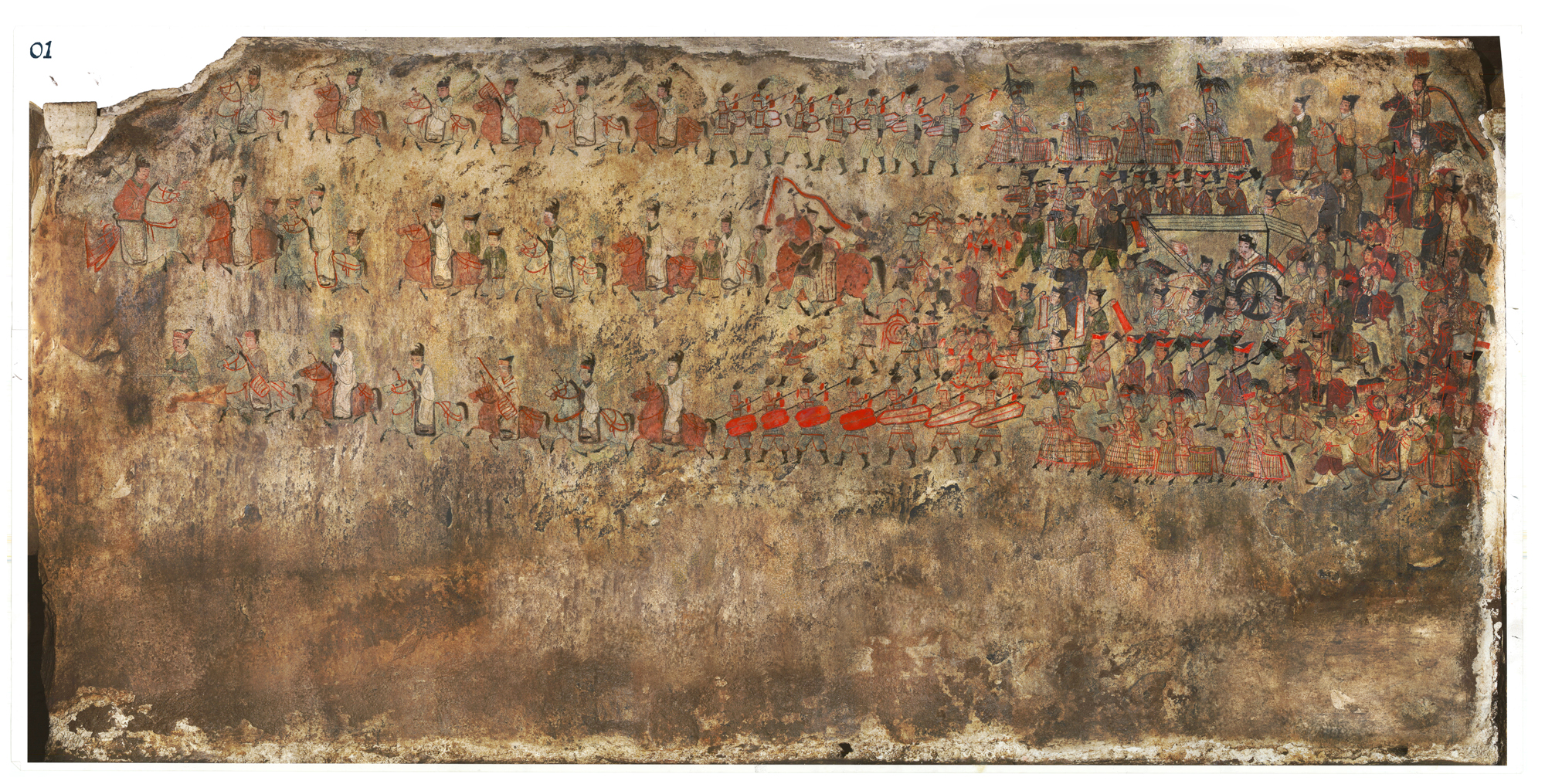
Scena procesiunii
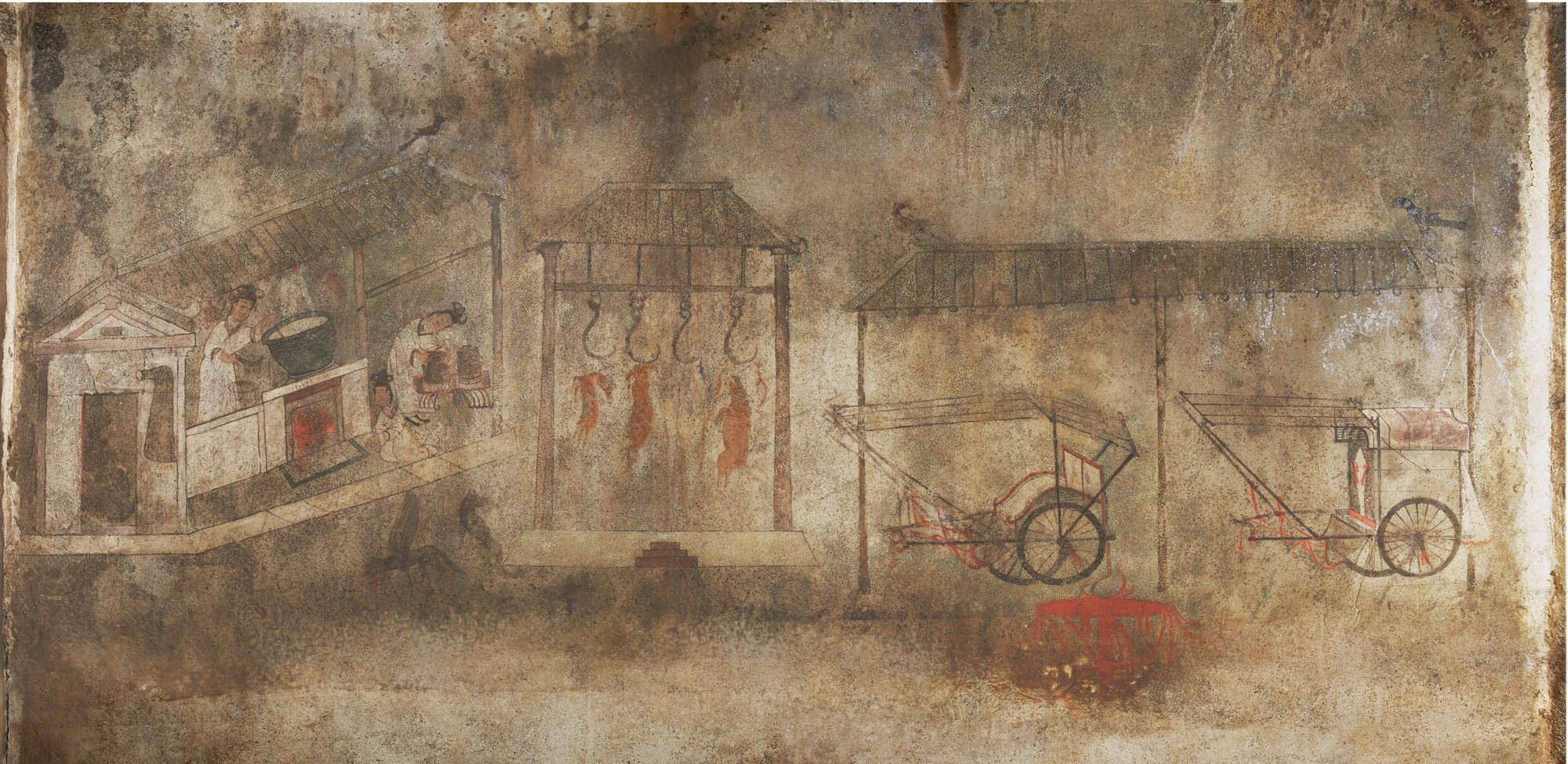
Pictură despre viața (interior)

Mormântul numărul 3 de la Anak include mai multe picturi murale celebre, fiecare oferind o perspectivă mai bună asupra vieții și ierarhiei poporului Goguryeo. Conține două portrete, unul pe peretele frontal al camerei laterale de vest și unul pe peretele sudic, înfățișând un bărbat și, respectiv, o femeie. Cercetătorii au păreri diferite despre proprietarul acestui mormânt și, prin urmare, despre identitatea persoanelor portretizate în aceste picturi murale; din cauza epitafului, mulți cred că imaginile îl înfățișează pe Dong Shou, un refugiat din fostul stat Yan, și pe soția sa, în timp ce alții cred că persoana înfățișată a fost regele Goguryeo, regele Gogugwon. Bărbatul din pictură murală este așezat drept și este flancat de alți bărbați care sunt mai mici decât el. Este îmbrăcat în haine de mătase roșie, cu un Kwan alb peste un Kwan negru și se uită direct către privitor cu o expresie impersonală. Pictura femeii se află pe peretele sudic al mormântului, alături de cel al bărbatului, iar poziția ei așezată este ușor întoarsă spre el. Femeia are și ea o expresie impersonală, dar cu o formă notabilă a feței; chipul ei, precum și fețele femeilor care o flanchează, este rotundă și plină, diferită de structura facială tipică a poporului Goguryeo, care avea fețe lungi și ovale.
Următoarea pictură murală din acest mormânt este o scenă de procesiune și se află pe coridor. Prezintă 250 de persoane, inclusiv proprietarul mormântului care stă într-o trăsură trasă de o vacă. Alți oameni Goguryeo prezentați în această pictură murală includ membri ai unei fanfare, purtători de steaguri, servitoare și oficiali civili. Numărul mare de oameni sugerează statutul social ridicat al proprietarului.De asemenea, este important de remarcat structura facială aparent identică, impersonală a persoanelor incluse în această scenă. Acest lucru poate fi atribuit faptului că, la momentul în care a fost realizată această pictură murală, expresia individualității nu era încă o tehnică dezvoltată în picturile Goguryeo.
Interiorul camerei de est conține o pictură murală colorată care ilustrează viața tipică a poporului Goguryeo. Scena include o bucătărie, o cameră de depozitare a cărnii, un hambar, o magazie pentru trăsuri și personal de uz casnic, împreună cu alte caracteristici obișnuite. Această pictură murală permite cercetătorilor să analizeze ritualurile zilnice ale culturii Goguryeo și să obțină o perspectivă despre cum ar fi putut arăta casa proprietarului mormântului.